# Liste der denkmalgeschützten Objekte in Lauterach (Vorarlberg)
Die Liste der denkmalgeschützten Objekte in Lauterach enthält die 10 denkmalgeschützten, unbeweglichen Objekte der Marktgemeinde Lauterach.

## Denkmäler
| Foto |                 | Denkmal                                                                                              | Standort                                                | Beschreibung | Metadaten |
| ---- | --------------- | --- | ------------------------------------------------------- | --- | --- |
| ja   | Datei hochladen | Alter Bahnhof HERIS-ID: 16182 Objekt-ID: 12439                                                       | Bahnhofstraße 9 Standort KG: Lauterach                  | Der alte Bahnhof von Lauterach, 1872 für die später verstaatlichte Vorarlberger Bahn errichtet, war bis zur Eröffnung eines Neubaus im Jahr 1981 in Betrieb. 1987 wurde das Aufnahmsgebäude von den Bundesbahnen in desolatem Zustand an eine Privatperson verkauft und fand nach einer gründlichen Sanierung durch den Bregenzer Architekten Helmut Kuess als Wohn- und Bürohaus Verwendung. | BDA-Hist.: Q37809466 Status: Bescheid Stand der BDA-Liste: 2025-06-30 Name: Alter Bahnhof GstNr.: .28/5 Alter Bahnhof (Lauterach, Vorarlberg)                                                                           |
| ja   | Datei hochladen | Redemptoristinnenkloster und -kirche Maria Verkündigung (St. Josef) HERIS-ID: 21577 Objekt-ID: 17897 | Bundesstraße 38, Klosterstraße 1 Standort KG: Lauterach | Der dreigeschoßige Klosterbau wurde nach seiner Gründung im Jahr 1878 zunächst von Dominikanerinnen bewohnt und erst 1904 von den Redemptoristinnen übernommen. Die neuromanische, nach Süden orientierte Klosterkirche wurde im Jahr 1885 erbaut. | BDA-Hist.: Q37863563 Status: § 2a Stand der BDA-Liste: 2025-06-30 Name: Redemptoristinnenkloster und -kirche Maria Verkündigung (St. Josef) GstNr.: .177, .188/2, .188/3 Redemptoristinnenkloster und -kirche Lauterach |
| ja   | Datei hochladen | Kath. Pfarrkirche hl. Georg HERIS-ID: 23107 Objekt-ID: 19455                                         | Bundesstraße 79 Standort KG: Lauterach                  | Die Pfarrkirche von Lauterach (Patrozinium: hl. Georg), ein neuromanischer Bau mit sechsjochigem Langhaus, Querschiff und Westturm, wurde 1878/1879 nach Plänen von Josef Anton Albrich errichtet. 1907 wurde der Turm erhöht. | BDA-Hist.: Q33084024 Status: § 2a Stand der BDA-Liste: 2025-06-30 Name: Kath. Pfarrkirche hl. Georg GstNr.: .160 Pfarrkirche hl. Georg (Lauterach, Vorarlberg)                                                          |
| ja   | Datei hochladen | Gasthaus Bären HERIS-ID: 23106 Objekt-ID: 19454                                                      | Harderstraße 2 Standort KG: Lauterach                   | Das Gasthaus ist ein dreigeschoßiger Einhof des 19. Jahrhunderts, dessen zweites Obergeschoß und Giebelgeschoß mit Fachwerk gestaltet sind. Das traufseitige Korbbogenportal ist mit 1844 bezeichnet. Mit Stand von 2025 zeigte sich das Gebäude in einem desolaten und teilweise einsturzgefährdeten Zustand. | BDA-Hist.: Q37874296 Status: Bescheid Stand der BDA-Liste: 2025-06-30 Name: Gasthaus Bären GstNr.: .378, .233 |
| ja   | Datei hochladen | Friedhof christlich HERIS-ID: 21576 Objekt-ID: 17896                                                 | Hofsteigstraße 1 Standort KG: Lauterach                 | Der Friedhof ist von einer Mauer mit Arkaden umgeben. Das markanteste Gebäude ist die Kriegerdenkmalhalle mit Satteldach und Dachreiter. Im Zuge einer Erweiterung in den Jahren 19760/71 erhielt der Friedhof eine neue Aufbahrungshalle. | BDA-Hist.: Q37863547 Status: § 2a Stand der BDA-Liste: 2025-06-30 Name: Friedhof christlich GstNr.: 1, 2, 3 Friedhof Lauterach (Vorarlberg)                                                                             |
| ja   | Datei hochladen | Bauernhof (Anlage) HERIS-ID: 21584 Objekt-ID: 17904                                                  | Kirchstraße 33 Standort KG: Lauterach                   | | BDA-Hist.: Q37863590 Status: Bescheid Stand der BDA-Liste: 2025-06-30 Name: Bauernhof (Anlage) GstNr.: 120/6 |
| ja   | Datei hochladen | Gutshof/Meierhof (herrschaftlich), Gutshof Lerchenau HERIS-ID: 21586 Objekt-ID: 17906                | Lerchenauerstraße 80 Standort KG: Lauterach             | Der Gutshof ist ein massiver dreigeschoßiger Bau mit Walmdach. | BDA-Hist.: Q37863605 Status: § 2a Stand der BDA-Liste: 2025-06-30 Name: Gutshof/Meierhof (herrschaftlich), Gutshof Lerchenau, GstNr.: .213/1                                                                            |
| ja   | Datei hochladen | 2 Wirtschaftsgebäude HERIS-ID: 110567 Objekt-ID: 128273                                              | bei Lerchenauerstraße 80 Standort KG: Lauterach         | Anmerkung: Standort zweites Gebäude | BDA-Hist.: Q37819384 Status: § 2a Stand der BDA-Liste: 2025-06-30 Name: 2 Wirtschaftsgebäude GstNr.: .212, .213/2 |
| ja   | Datei hochladen | Bauernhof (Anlage) HERIS-ID: 25876 Objekt-ID: 22325                                                  | Raiffeisenstraße 11 Standort KG: Lauterach              | Der um 1800 errichtete, gemauerte Einhof im Typus des Rheintalhauses wurde 2003 umfassend restauriert. Das frühere Wohnhaus des Gemeindearztes präsentiert sich als rechteckiger Baukörper unter einem geknickten Satteldach. Markant sind die geputzten Eckquader, die sprossengegliederten Fenster mit Sandsteinrahmen und teilweise segmentbogigen Fensterbänken. Der Dachansatz wird durch eine Hohlkehle betont, während im Giebelfeld halbkreisförmige Lüftungsöffnungen sitzen. Im Inneren blieben getäfelte Räume mit Tür- und Fensterbeschlägen aus der Bauzeit, Stuckleistendecken sowie ein Kachelofen erhalten. | BDA-Hist.: Q37897073 Status: Bescheid Stand der BDA-Liste: 2025-06-30 Name: Bauernhof (Anlage) GstNr.: .4 |
| ja   | Datei hochladen | Senderanlage HERIS-ID: 110999 Objekt-ID: 128762                                                      | Sendergraben L41 Standort KG: Lauterach                 | Der Sender Lauterach ist ein 116 Meter hoher Sendemast, als abgespannter Stahlfachwerkmast ausgeführt, der 1933/1934 in Betrieb ging. | BDA-Hist.: Q1702659 Status: Bescheid Stand der BDA-Liste: 2025-06-30 Name: Senderanlage GstNr.: 1666/1 Sender Lauterach                                                                                                 |